# 遠藤航
遠藤航（日语：／ Endō Wataru，1993年2月9日—），日本足球運動員，司職防守中場，現效力英超球隊利物浦，並擔任日本國家足球隊隊長。

## 俱樂部生涯

### 早期
远藤航2010年在湘南比马的梯队效力了不久后被球队注册成为“2种登陆选手”，让远藤航有机会代表一队参加联赛比赛。在湘南比马效力的时期，他随队降入日乙联赛然后两年后成功返回日职联赛。可惜在2013年跌入了第二级联赛。2014年远藤航收到了浦和红钻和神户胜利船的报价，但是他还是随队在日乙联赛。
2015年年末，远藤航接受了浦和红钻的邀请。效力浦和红钻的三年里，他帮助球队在2016年夺得日职联赛亚军位置，还有获得了日本联赛杯冠军。在2017年，他随同球队在亚洲赛场上成功夺得了亚冠联赛冠军也在同一年他代表浦和红钻参加了世俱杯的赛场上。虽然没能取得好成绩，但是他也为球队获得了赛事排名第五。

### 圣图尔登
7月21日，日职联赛浦和红钻官方宣布主力后卫远藤航转会比甲圣图尔登。联赛首轮对布鲁日，远藤航并未入选18人大名单。上周末客场对亨克，远藤航入选了比赛名单。
2018-19赛季比甲第二轮，圣图尔登客场1-1战平上赛季排名第五的亨克，加盟仅仅15天的日本国脚后卫远藤航替补出场完成首秀，并且打入一球帮助圣图尔登扳平比分。
在比甲第4轮的一场比赛中，圣图尔登客场2-2战平华斯兰德贝弗伦，远藤航打入一球，这是他在3场比甲联赛中打进的第2粒进球。

### 斯图加特
而且正是那个赛季在18/19赛季里成功升上了第七位。因为这一个赛季的出色表现，最后远藤航也被斯图加特签入，去到了德乙联赛。
加盟斯图加特后除了在前几场比赛坐在替补席以外，在远藤航成功以正选身份上场踢球后，基本上远藤航没有缺席并且打完满场，成为了球队核心主力。在19/20赛季里，斯图加特以17胜7和10负共58分以德乙亚军成功升上德甲。在个人表现上，远藤航就以7.16分的高分仅次于球队的冈萨雷斯的7. 31分。其中让人惊艳的是，身为防守中场的远藤航，而且只有178cm身高的他竟然有着场均3.4争顶成功的数据。
到了2020/2021赛季，在斯图加特已经进行了18场联赛比赛和2场德国杯比赛，远藤航依然全勤出场，打满了20场比赛。他竟然和首发门将持平了这个记录。在个人表现上，这个赛季的他也是拥有7.11分的成绩，虽然只有一次的助攻，但是和上赛季一样，他争顶成功的数据场均有2.6次。
在2020年11月，遠藤航和球队签下了五年的合约，直到2024年。

### 利物浦
2023年8月18日，利物浦宣布簽下遠藤航，據報轉會費為1,630萬鎊。
2023年10月27日，遠藤航在歐霸盃中打進在加盟利物浦的第一球，協助利物浦以5-1擊敗圖盧茲。
2023年12月3日，利物浦在英超主場對富咸之中，他射入遠射協助利物浦追平富咸，射入首個英超入球。最終亦協助球隊贏出比賽。
2024年12月18日，在英聯盃客場打敗南安普顿足球俱乐部的比賽中，首次成為利物浦隊長。

## 國家隊生涯
远藤航入选多届日本青少年龄段国家队，参加了2014年的仁川亚运会。
日本U22国家队在U23亚锦赛(里约奥预赛)首场比赛迎战澳门，第22分钟远藤航头球破门为日本取得领先，最终日本7-0战胜澳门。
2015年8月2日，在2015年东亚盃日本对阵朝鮮的比赛中，远藤航首发出场并贡献1次助攻，完成了自己的国家队首秀。
2016年1月，远藤航入选日本U-23国家队并随队获得2016年亚足联U23锦标赛冠军。
他也是日本国奥队的主力边后卫，在里约奥运会男足赛场上打满3场小组赛。
2018年6月，远藤航入选新一届日本国家队2018年俄罗斯世界杯23人大名單，不過並沒有在任何一場比賽中上陣。
2019年，遠藤航入選日本國家隊2019年亚洲杯23人大名單。
2022年11月1日，遠藤航入選日本國家隊2022年卡達世界盃26人大名單。在這屆賽事中，遠藤航為日本隊的主力後腰。

## 榮譽
湘南美海
- 日乙冠軍 ：2014

 浦和紅鑽
- 日本联赛杯冠軍 ：2016
- 日本聯賽杯 / 南美俱樂部杯錦標賽冠軍 ：2017
- 亞冠盃冠軍 ：2017

 利物浦
- 英格蘭聯賽盃冠军：2023–24
- 英格蘭超級足球聯賽冠軍：2024-25

### 國家隊
日本U23
- U-23亞洲盃冠軍 ：2016

 日本
- 亚足联亚洲杯亚军 ：2019

## 外部連結
- Soccerway資料庫：遠藤航
- 遠藤 航 (Wataru Endo)的X（前Twitter）
- 遠藤 航 (Wataru Endo)的Instagram帳戶
- 遠藤航オフィシャルブログ （页面存档备份，存于）